# Третий корпус Потомакской армии
Третий корпус Потомакской армии — одно из боевых подразделений Армии Союза во время гражданской войны в США. Известен участием в сражении при Чанселорсвилле и в бою за Уитфилд под Геттисбергом.

## Формирование
Корпус был сформирован 13 марта 1862 года и его командиром был назначен пенсильванец Сэмюэль Хейнцельман. Корпус состоял из трех дивизий, которыми командовали: Джозеф Хукер, Чарльз Гамильтон и Фицджон Портер. Сразу же после создания он был направлен на Вирджинский полуостров: дивизия Гамильтона погрузилась на транспорта 17 марта и высадилась на полуострове одной из первых.
Помимо Третьего корпуса Потомакской армии существовали ещё несколько: Третий корпус Огайской армии, Третий корпус Камберлендской армии, а также Третий корпус Вирджинской армии, который представлял собой временно переименованный Первый корпус Потомакской армии.

## История

### Кампания на полуострове
В начале кампании на полуострове корпус участвовал в осаде Йорктауна. По состоянию на 30 апреля он насчитывал 39 710 человек при 64-х стволах артиллерии. Однако вскоре (18 мая) из его состава была выведена дивизия Портера — её включили в новосозданный V корпус. В итоге корпус сократился до 23 331 человек при 34-х орудиях. 30 апреля генерал Гамильтон был заменен на Филипа Керни. В итоге к началу мая корпус принял следующий вид:
- Первая дивизия Фицджона Портера (18 мая переведена в V корпус) 
  - Бригада Джона Мартиндейла
  - Бригада Джорджа Морелла
  - Бригада Дениеля Баттерфилда
- Вторая дивизия Джозефа Хукера
  - Бригада Кавье Грове
  - Бригада Нельсона Тейлора (с 11 мая - Эберкомби, с 24 мая - Дэна Сиклса)
  - Бригада Старра
  - Бригада Фрэнсиса Паттерсона[англ.]
- Третья Дивизия Филипа Керни	
  - Бригада Чарльза Джеймсона (с 12 мая Джона Робинсона)
  - Бригада Дэвида Бирни
  - Бригада Хайрема Берри

После отступления южан от Йорктауна III корпус преследовал противника и участвовал в сражении при Вильямсберге 5 мая силами дивизии Хукера и Керни. III корпус был единственным федеральным корпусом в этом сражении, он потерял 2 239 человек, в основном из дивизии Хукера.
В сражении при Севен-Пайнс участвовали в основном III и IV федеральные корпуса. Третий корпус потерял 209 человек убитыми, 985 ранеными и 91 пленными. Потери пришлись в основном на бригады Чарльза Джеймсона и Хирама Берри из дивизии Керни. В июне корпус получил дополнительно пять полков и его численность к 20 июня возросла до 27 474 человек (при 40 орудиях), из которых 18 428 были вооружены и боеспособны.
Во время Семидневной битвы корпус участвовал в боях при Оак-Грове, при Глендейле и при Малверн-Хилл. В этих сражениях корпус потерял 158 убитыми, 1021 ранеными и 794 пленными, всего 1973. Потери снова пришлись на дивизию Керни, особенно пострадала бригада Джона Робинсона.

### Вирджиния и Фредериксберг

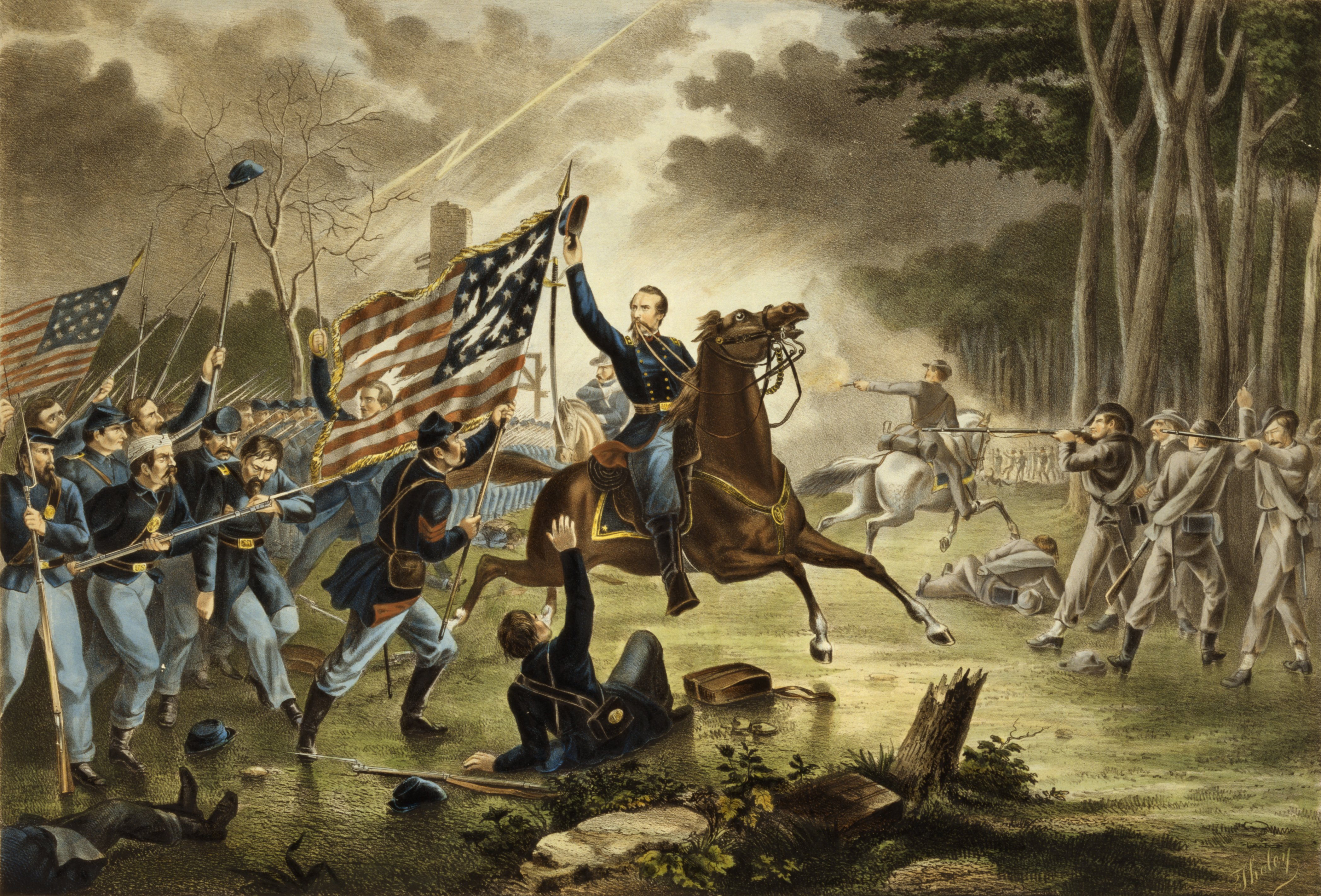
Атака дивизии Керни при Шантильи

После отступления Потомакской армии от Ричмонда корпус Хейнцельмана был отправлен на усиление армии Джона Поупа в Вирджинии. 14 августа корпус начал марш к Йорктауну, где 20 августа погрузился на транспорта и прибыл в Александрию.
Перед вторым сражением при Булл-Ран корпус имел следующий состав:
- Дивизия Филипа Кэрни
  - Бригада Джона Робинсона
  - Бригада Дэвида Бирни
  - Бригада Орландо По
  - 2 артиллерийские батареи
- Дивизия Джозефа Хукера ок. 10 000 чел.
  - Бригада Кавье Грове
  - Бригада Нельсона Тейлора
  - Бригада Джозефа Брэдфорда Карра
  - 1 артиллерийская батарея

29 августа дивизии Керни и Хукера прибыли на поле боя сражения при Булл-Ран и заняли позиции на правом фланге армии. Они несколько раз атаковали позиции генерала Эмброуза Хилла, но всякий раз неудачно. 1 сентября корпус участвовал в сражении при Шантильи, где во время атаки погиб генерал Керни. Вместо него 10 сентября командиром 1-й дивизии был назначен генерал Джордж Стоунман.
Во всех столкновениях Северовирджинской кампании корпус потерял 260 человек убитыми, 1525 ранеными и 453 так или иначе потерянными, всего 2238 человек. Потери были так велики, что корпус вывели в тыл для восполнения потерь. Осень 1962 года он стоял в Вашингтоне, поэтому не участвовал в Мэрилендской кампании и сражении при Энтитеме.
К ноябрю 1962 года главнокомандующим Потомакской армией стал Эмброуз Бернсайд, и в корпусе произошло существенные кадровые перестановки. Корпус объединили с V-м корпусом в Центральную гранд-дивизию, и генерал Хукер стал её командиром. Джордж Стоунман стал командиром корпуса, Дэвид Бирни стал командиром 1-й дивизии, а Дэниель Сиклс — командиром 2-й. В корпус ввели третью дивизию под командованием Эмиеля Уиппла.
В сражении при Фредериксберге корпус всерьез задействован не был, но понес потери от артиллерийского огня противника. Погибло 145 человек, 837 было ранено и 202 пропало без вести, всего 1184. После сражения корпус вернулся в лагерь под Фалмутом, где провел зиму. В январе он вместе со всей Гранд-Дивизией Хукера участвовал в неудачном «Грязевом марше» . После отстранения Бернсайда командиром Потомакской армии стал Джозеф Хукер, который ликвидировал гранд-дивизии. Стоунман был сделан командиром кавалерийского корпуса, на его место был назначен генерал Сиклс, а дивизию Сиклса передали Хираму Берри.

### Чанселорсвилл
Весной 1863 года корпуса и дивизии Потомакской армии получили знаки различия, и знак Третьего корпуса был разработан на основе ромба.
| Дивизионные знаки различия III-го корпуса |
| ----------------------------------------- |
| - 1 дивизия - 2 дивизия - 3 дивизия       |

Перед сражением при Чанселорсвилле корпус имел трехдивизионный состав и в нём числилось 17 568 человек. Вместе с тремя другими корпусами он участвовал в обходе левого фланга Северовирджинской армии и во время первых столкновений находился во второй линии. После того, как корпуса были атакованы с фланга генералом Томасом Джексоном, Третий корпус занял высоту Фэирвью и удерживал её некоторое время — именно на этом участке поля боя случайно погиб генерал Томас Джексон. Бой за высоту Фэирвью в итоге стал самым ожесточенным и кровопролитным за все сражение, и в результате основные потери понес именно III корпус. В боях погибло 378 человек, 2634 были ранены и 1090 пропали без вести, всего 4 102 человека, четверть всего корпуса. Погибли генералы Берри и Уиппл.
После сражения истекли сроки службы у четырёх нью-йоркских полков, и они покинули корпус. По той же причине ушел один пенсильванский полк. В результате 3-я дивизия (Уиппла-Грэма, бригады Эллиса, Боумана и Бердана) была расформирована.
Корпус снова превратился в двухдивизионный. Дэвид Бирни стал командиром 1-й дивизии, а 2-ю и 3-ю дивизии слили в одну и командиром её стал Эндрю Хэмфрис, который ушел из V корпуса после того, как его дивизия так же разошлась из-за окончания срока службы.

### Геттисберг

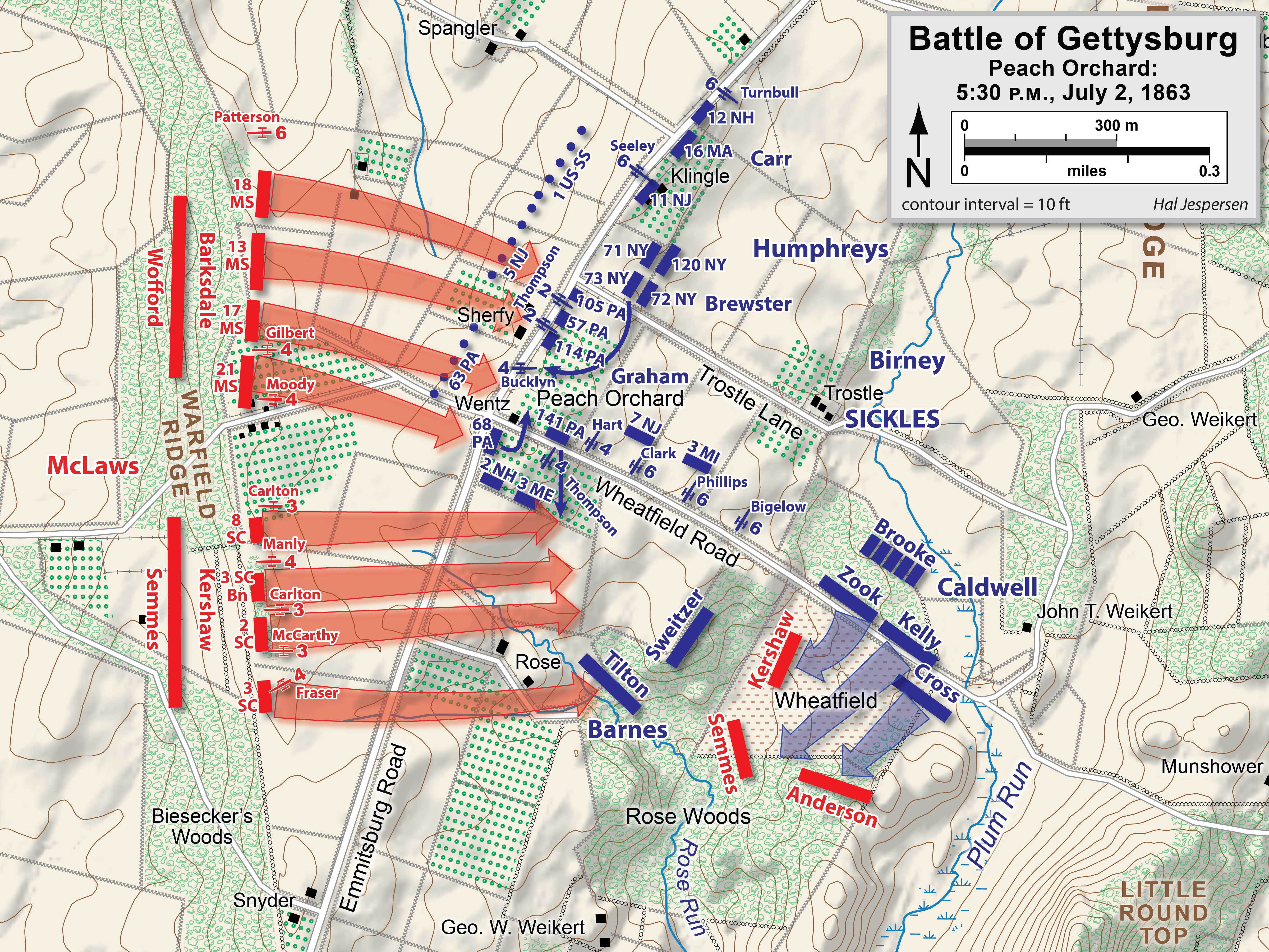
Сражение за Персиковый сад

Перед сражением при Геттисберге корпус насчитывал 10 726 человек и имел следующий вид:
- Дивизия Дэвида Бирни (зам. — Хобарт Вард)
  - Бригада Чарльза Грэма: 6 пенсильванских полков
  - Бригада Хобарта Уорда (зам. — Хайрем Бердан): 8 полков
  - Бригада Режи де Тробрианда: 5 полков
- Дивизия Эндрю Хемфриса
  - Бригада Джозефа Карра
  - Бригада Уильяма Брюстера
  - Бригада Джорджа Берлинга

28 июня корпусом временно командовал Бирни, в тот день он привел корпус во Фредерик, где командование принял Сиклс. 30 июня Сиклс отдал приказ встать у Эммитсберга и прикрывать геттисбергской направление. Дивизия Бирни выполнила приказ к утру 1 июля, там же встала и дивизия Хемфрейза. В 14:00 Бирней получил приказ оставить бригаду Тробрианда в Эммитсберге для охраны коммуникаций, а две другие бригады направить к Геттисбергу на помощь Ховарду. Хемфрис получил аналогичный приказ в 15:00, и тоже оставил третью бригаду (Берлинга), прикрывать Эммитсберг в запада. Бирни прибыл в Геттисберг в 17:30, а дивизия Хемфрейза существенно позже — только в час ночи.
Фактически, Сиклс был первым корпусным генералом, который пришел вечером 1 июля на помощь Ховарду. «Вот и вы, — сказал Ховард, — всегда надежный и всегда первый!»

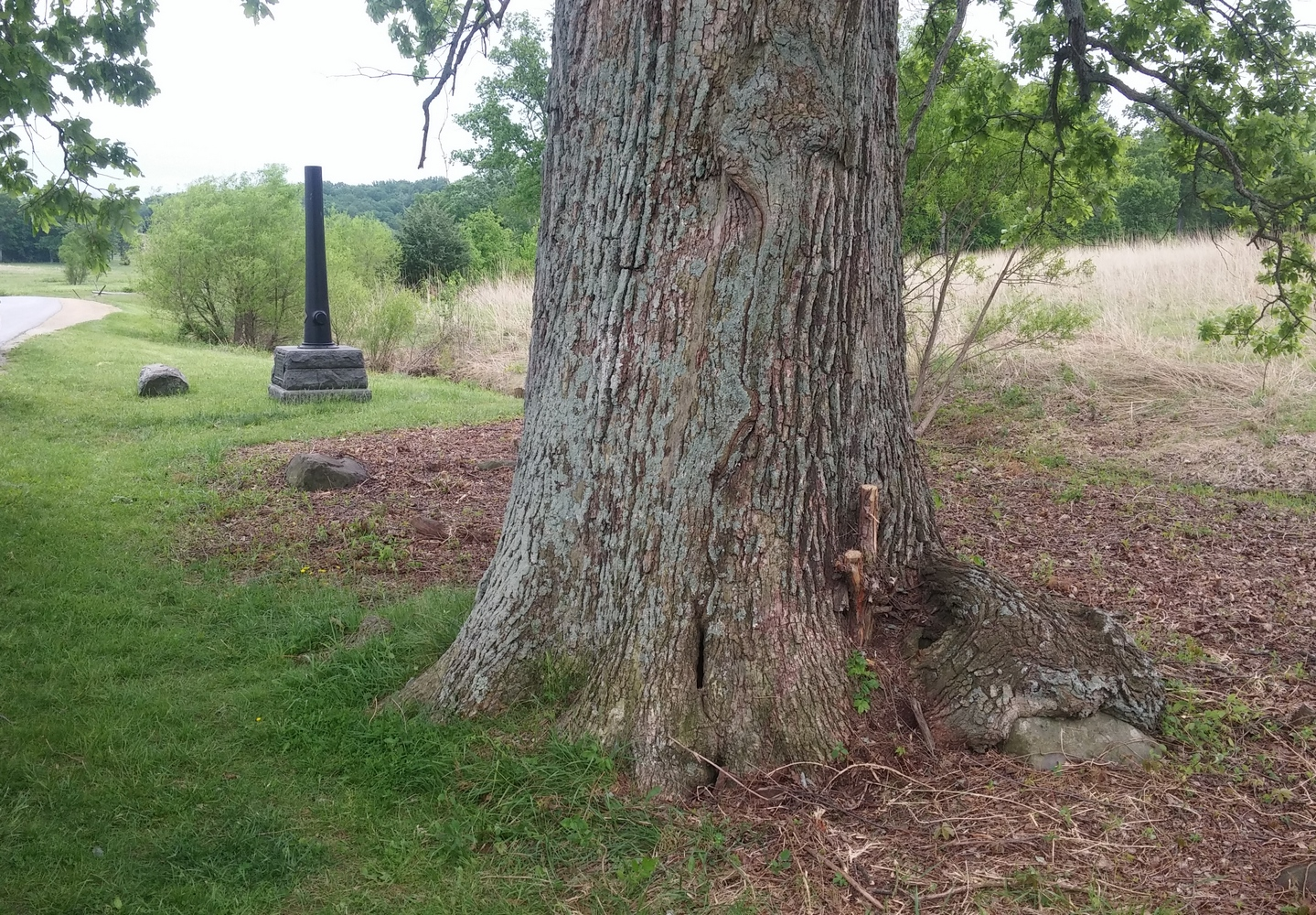
Место, где находился штаб корпуса во время сражения за Персиковый сад.

Корпус занял позиции южнее Геттисберга, удлинив влево фронт Ховарда. Днем 2 июля, действуя вопреки приказам Джорджа Мида, Сиклс передвинул корпус с оговоренных позиций на милю вперед, к Персиковому Саду. Он хотел занять господствующую высоту, но в итоге фронт корпуса оказался слишком растянут и слишком длинен для обороны. Когда началось сражение за Персиковый Сад, бригада Грехама попала под удар с двух сторон и была почти уничтожена, образовав разрыв, который едва не привёл к разгрому всего корпуса. Корпус пришлось усиливать частями из других корпусов. Сам генерал Сиклс потерял ногу и покинул поле боя, его место занял генерал Дэвид Бирни. Корпус потерял 4 211 человек: 593 убитыми, 3 029 ранеными и 589 пропавшими без вести. В плен попал генерал Грэм.
7 июля ввиду ранения Сиклса командование корпусом принял генерал-майор Уильям Фрэнч.
10 июля в корпус была введена новая дивизия под командованием бригадного генерала Вашингтона Эллиота из VIII корпуса: бригады Морриса, Кейфера и Смита. В тот же день бригадный генерал Генри Принс возглавил вторую дивизию вместо Хэмфриса, который ушёл на должность начальника штаба.

### Осень 1863
В октябре 1864 года корпус имел следующий вид:
- Дивизия генерал-майора Дэвида Бирни
  - Бригада полковника Чарльза Коллинза
  - Бригада бр. ген. Хобарта Уорда
  - Бригада полковника Режи де Тробриана
- Дивизия бр. ген. Генри Принса
  - Бригада бр. ген Джозефа Карра (с 5.10 - полк. Макаллистер)
  - Бригада полковника Уильяма Брюстера
  - Бригада бр. ген. Гершома Мотта
- Дивизия бр. ген. Вашингтона Эллиота[англ.]
  - Бригада полковника Уильяма Морриса
  - Бригада полковника Джозефа Кейфера
  - Бригада полковника Бенжамена Смита

### Расформирование
23 марта 1864 года корпус был расформирован. Это решение породило горькое разочарование в среде рядовых, которые никогда не забыли этого события. 1-я и 2-я дивизии были переведены во II корпус, где стали 3-й (Бирни) и 4-й (Мотт) дивизиями корпуса. Рядовым разрешили оставить ромбы-нашивки (diamond badges). 3-я дивизия была переведена в VI корпус где под командованием Рикеттса стала 3-й дивизией корпуса.

## Командиры
| Самуэль Хейнцельман | 13 марта 1862 — 30 октября 1862      |
| Джордж Стоунман     | 30 октября 1862 — 5 февраля, 1863    |
| Даниель Сиклс       | 5 февраля 1863 — 29 мая 1863         |
| Дэвид Бирни         | 29 мая 1863 — 3 июня 1863            |
| Даниель Сиклс       | 3 июня 1863 — 2 июля 1863            |
| Дэвид Бирни         | 2 июля 1863 — 7 июля 1863            |
| Уильям Френч        | 7 июля 1863 — 28 января, 1864        |
| Дэвид Бирни         | January 28, 1864 — February 17, 1864 |
| Уильям Френч        | 17 февраля 1864 — 24 марта 1864      |

| Командиры III-го корпуса                                           |
| ------------------------------------------------------------------ |
| - Самуэль Хейнцельман - Дениель Сиклс - Дэвид Бирни - Уильям Френч |